# Tomas Venclova
Tomas Venclova (ur. 11 września 1937 w Kłajpedzie) – litewski poeta, eseista, publicysta, badacz i tłumacz literatury pięknej.

## Życiorys
Syn pisarza litewskiego Antanasa Venclovy (1906–1971). W czasie II wojny światowej przebywał z rodziną w Kownie. Od młodości związany z litewską i rosyjską opozycją antykomunistyczną. Ukończył studia na Uniwersytecie Wileńskim (kształcił się tam w latach 1954–1960), gdzie studiował m.in. z Juditą Vaičiūnaitė. Mieszkał później okresowo w Moskwie i Leningradzie; w tym czasie poznał Annę Achmatową, Borisa Pasternaka i Josifa Brodskiego. W latach 1966–1971 studiował semiotykę i literaturę rosyjską na Uniwersytecie w Tartu. W latach 70. działał w litewskim ruchu obrony praw człowieka. Do 1977 mieszkał w Wilnie; następnie, zagrożony represjami, wyemigrował do Stanów Zjednoczonych, za co został pozbawiony obywatelstwa przez władze ZSRR. Wykładał początkowo, jako profesor wizytujący, na Uniwersytecie Kalifornijskim w Berkeley. W 1980 rozpoczął na Uniwersytecie Yale wykłady z literatury rosyjskiej i literatur słowiańskich. W 1985 uzyskał tam stopień doktora, a od 1993 jest profesorem języków słowiańskich i literatury.
Po zamieszkaniu w Ameryce przyjaźnił się z Czesławem Miłoszem i poznanym już wcześniej Josifem Brodskim. Związany z polską kulturą i literaturą, jest od 1983 członkiem zespołu redakcyjnego kwartalnika „Zeszyty Literackie”. Tłumaczył też polską poezję na język litewski (m.in. Cypriana Kamila Norwida, Czesława Miłosza, Zbigniewa Herberta, Wisławę Szymborską), jest również autorem monografii Aleksandra Wata.
Zwolennik pojednania i dialogu między narodami Europy.
W 2002 ukazała się biografia Venclovy, autorstwa Donaty Mitaitė pt. Tomas Venclova: biografijos ir kūrybos ženklai (Wilno: Lietuvių literatūros ir tautosakos institutas).
Mieszka w New Haven (Connecticut), a czasowo również w Wilnie i Krakowie.

## Twórczość

### Publikacje w języku rosyjskim, litewskim i angielskim (wybór)
- Raketos, planetos ir mes (Vilnius: Valstybinė grožinės literatūros leidykla 1962).
- Golemas, arba dirbtinis žmogus: pokalbiai apie kibernetiką (Vilnius 1965).
- Kalbos ženklas: eilėraščiai (Vilnius: Vaga 1972).
- Lietuva pasaulyje: publicistika (Chicago: Akad. skautijos leidykla 1981).
- Tekstai apie tekstus (Chicago: Algimanto Mackaus knygų leidimo fondas 1985).
- Неустойчивое равновесие: восемь русских поэтических текстов (New Haven: YCIAS 1986).
- Tankėjanti šviesa: eilėraščiai (Chicago: AM&M Publications 1990).
- Pašnekesys žiemą: eilėraščiai ir vertimai (Vilnius: Vaga 1991).
- Vilties formos: eseistika ir publicistika (Vilnius: Lietuvos rašytojų sąjungos leidykla, 1991).
- Aleksander Wat: life and art of an iconoclast (New Haven: Yale University Press 1996, ISBN 0-300-06406-3).
- Собеседники на пиру. Статьи о русской литературе (Vilnius: Baltos lankos 1997).
- Winter Dialogue (Northwestern University Press 1997).
- Reginys iš alėjos: eilėraščiai (Vilnius: Baltos lankos 1998).
- Rinktinė (Vilnius: Baltos lankos 1999).
- Forms of Hope: Essays (The Sheep Meadow Press 1999).
- Manau, kad… Pokalbiai su Tomu Venclova (Vilnius: Baltos lankos 2000).
- Vilnius (Vilnius: R. Paknys Publishing House 2002).
- Гранёный воздух. Стихотворения (Москва: ОГИ, Дом Юргиса Балтрушайтиса 2002).
- Ligi Lietuvos 10 000 kilometrų (Vilnius: Baltos lankos 2003).
- Статьи о Бродском (Москва: Baltrus, Новое издательство 2005).
- Vilniaus vardai (Vilnius: R. Paknio leidykla 2006, ISBN 9986-830-96-6).
- Lietuvos istorija visiems, I tomas. Vilnius: R. Paknio leidykla, 2018, 336 p.
- Lietuvos istorija visiems, II tomas. Vilnius: R. Paknio leidykla, 2019, 380 p.

### Publikacje wydane w języku polskim
- Dialog o Wilnie (II obieg; wespół z Czesławem Miłoszem, Niezależna Oficyna Wydawnicza 1981; Społeczny Instytut Wydawniczy „Młynek” 1984).
- Siedem wierszy (II obieg; przekł. z litewskiego przy współpracy autora Stanisław Barańczak; „S” 1986).
- Rozmowa w zimie (poezje; oprac. Stanisław Barańczak, przedmowa Iosif Brodski; Zeszyty Literackie Paryż 1989; wydanie II: Zeszyty Literackie-Oficyna Literacka 1991, ISBN 83-85158-44-8; wydanie III poszerzone: Fundacja Zeszytów Literackich 2001, ISBN 83-911068-4-5).
- Sześć wierszy (przekł. Stanisław Barańczak, Czesław Miłosz, Wiktor Woroszylski; FIS 1991).
- Kształty nadziei (eseje i szkice literackie; Niezależna Oficyna Wydawnicza 1995, ISBN 83-7054-087-2).
- Aleksander Wat: obrazoburca (biografia; przeł. z ang. Jan Goślicki; Wydawnictwo Literackie 1997, ISBN 83-08-02742-3).
- Eseje. Publicystyka (Pogranicze 2001, ISBN 83-86872-25-X).
- Niezniszczalny rytm: eseje o literaturze (Pogranicze-Fundacja Zeszytów Literackich 2002, ISBN 83-911068-9-6).
- Opisać Wilno (przekł. Alina Kuzborska; Fundacja Zeszytów Literackich 2006, ISBN 83-60046-60-3).
- Z dzienników podróży (przekł. Alina Kuzborska; Fundacja Zeszytów Literackich, 2010, ISBN 978-83-60046-94-4).
- Czesław Miłosz / Tomas Venclova Powroty do Litwy (dzienniki, listy, eseje; oprac. Barbara Toruńczyk, Mikołaj Nowak-Rogoziński; Fundacja Zeszytów LIterackich, 2011, ISBN 978-83-60046-17-3).
- Poszukiwanie optymizmu w epoce pesymizmu. Europa Wschodnia – przeczucia i prognozy (wespół z Leonidasem Donskisem; przekł. Małgorzata Gierałtowska i Kamil Pecela; Wydawnictwo KEW 2015, ISBN 978-83-7893-137-9).
- Litwa, ojczyzna moja (przekł. Beata Kalęba, Międzynarodowe Centrum Kultury, Kraków 2024, ISBN 978-83-66419-64-3).

### Prace redakcyjne
- Aleksander Wat, Ucieczka Lotha (autor posłowia; Czytelnik 1996, ISBN 83-07-02422-6).
- Irena Grudzińska-Gross, Miłosz i Brodski. Pole magnetyczne (autor wstępu; Znak 2007, ISBN 978-83-240-0781-3).

## Ordery, nagrody i wyróżnienia
- Nagroda Vilenica (1990)
- Nagroda Literacka Stowarzyszenia Autorów ZAiKS dla tłumaczy (1990)[2]
- tytuł doktora honoris causa Uniwersytetu Marii Curie-Skłodowskiej (1991)[3]
- Krzyż Komandorski Orderu Zasługi Rzeczypospolitej Polskiej (10 sierpnia 1996)[4]
- Medal „Zasłużony dla Tolerancji” (1998)
- Krzyż Komandorski Orderu Wielkiego Księcia Giedymina (1999)
- tytuł doktora honoris causa Uniwersytetu Jagiellońskiego (2000)
- Litewska Nagroda Państwowa (2001)
- tytuł „Człowiek Pogranicza” przyznany przez Fundację „Pogranicze” w Sejnach (2001)
- Nagroda Nowa Kultura Nowej Europy (2005)[5]
- tytuł doktora honoris causa Uniwersytetu Mikołaja Kopernika (2005)[6]
- tytuł doktora honoris causa Uniwersytetu Gdańskiego (26 listopada 2009)[7][8]
- Złoty Medal „Zasłużony Kulturze Gloria Artis” (10 października 2012)[9]
- Krzyż Wielki Orderu Zasługi Rzeczypospolitej Polskiej (30 stycznia 2013)[10]
- Honorowe obywatelstwo Wilna (2013)[11]
- Nagroda Petrarki (2014)
- Nagroda Jana Nowaka-Jeziorańskiego za twórczą wierność wartościom, które stanowią fundament europejskiej cywilizacji (2015)[12]
- Nagroda „Rzeczpospolitej” im. Jerzego Giedroycia (2015)[13]
- Nagroda „Europejski Medal Poezji i Sztuki – HOMER” – Tbilisi (2017)